# Левиногар
Левинога́р (рос. Левиногарь) — присілок в Кезькому районі Удмуртії, Росія.
Населення — 88 осіб (2010; 115 в 2002).
Національний склад станом на 2002 рік:
- росіяни — 97 %

Урбаноніми:
- вулиці — Ключова, Левиногарська, Механізаторів, Молодіжна
- провулки — Лісовий, Сабуровський